# Буриши
Буриши су народ настањен на северу Пакистана, у покрајини Гилгит-Балтистан. Има их укупно око 87.000. По вероисповести су муслимани, а говоре буришким језиком, који није сродан другим језицима. Порекло овог народа није тачно утврђено, а по својој физиономији Буриши спадају у кавказоидни (европеидни) расни тип. Према неким мишљењима, буришки језик се на подручју Пакистана говорио пре доласка говорника индоевропских језика, док су се, према другим мишљењима, преци Буриша доселили на те просторе заједно са Индоевропљанима.
Буриши себе сматрају потомцима војске Александра Великог, потомцима илирских војника, којих је око 6.000 населило подручје данашњег Пакистана у 4. веку пре нове ере. Више су сродни Европљанима него осталим азијским народима. У последње време посећује их велики број људи.
Познати су по свом дуговечном животу (просечно 110 - 120 година).